# Jošicune Minamoto
Jošicune Minamoto (japonsky: 源 義経 nebo 源 義經 Minamoto no Jošicune) (1159 – 15. června 1189) patří k nejslavnějším samurajským velitelům v celých japonských dějinách. Přestože byl malé postavy a nevynikal ani tělesnou konstitucí, dokázal u svých stoupenců vzbudit nadšení a dovést je ke třem slavným vítězstvím, která pro Minamoty znamenala úspěšné zakončení válek Gempei.

## Životopis
Legendy jeho životopis značně přikrášlily. Podle nich ho umění vládnout mečem naučili lesní tenguové (skřítkové) a slávu si získal tím, že dokázal porazit obřího mnicha Benkeie, který se pak stal jeho oddaným vazalem. Benkei údajně na mostě Godžó obtěžoval obyvatele Kjóta a násilím bral kolemjdoucím samurajům meče. Mladý Jošicune ho porazil v jediném souboji. Avšak vynikající pověst Jošicuneho Minamota jako samurajského velitele je samozřejmě podložena i konkrétními činy – a proto plně zasloužená.

Poprvé se proslavil tím, že porazil svého bratrance Jošinaku. Jeho vojenský talent se ale plně projevil zejména tehdy, když byl pověřen, aby pronásledoval Tairy. K Jošicuneho slavným činům náleží vítězství v bitvě u Ičinotani v roce 1184. Ičinotani byla tairská pevnost na mořském pobřeží v Sumě, západně od dnešního Kóbe. Rozkládala se na přirozeně chráněném místě, nad ní čněly strmé útesy a její dřevěné valy se otevíraly směrem k moři, kde kotvily tairské lodě. Jediným reálně proveditelným způsobem, jak ji dobýt, byl útok podél pobřeží. Jošicune Minamoto poslal většinu své armády k pobřeží směrem od západu, zatímco sám provedl překvapivý útok zezadu. Jednalo se o zvlášť nebezpečnou operaci, protože hned za Ičinotani se nacházel strmý, na první pohled nepřekonatelný útes. Jošicune se svým jízdním oddílem přesto sestoupil po krkolomné stezce dolů, zaútočil na relativně málo střežený zadní trakt Ičinotani a pevnost podpálil. Následoval nelítostný boj na pláži, na jejímž písku se v proslulých soubojích střetlo mnoho bojovníků. Tairové se nakonec pokusili uprchnout na člunech. Do legend vstoupila zejména jedna tragická příhoda: Věrný vazal Minamotů zvaný Kumagai Naozane v ní zabil Tairu Acumoriho, mladíka stejně starého jako byl jeho syn, o něhož přišel. Naozaneho však potom trápily výčitky svědomí natolik, že se vzdal vojenského řemesla a stal se mnichem. Většina Tairů, kterým se na lodích podařilo uprchnout, byla pronásledována až k Jašimě, vulkanické planině, jež byla v roce 1184 oddělena od ostrova Šikoku mořskou úžinou. Tairové v této úžině zakotvili. Minamotové se v noci přeplavili přes Vnitřní moře a vylodili se o něco dále na pobřeží. Jošicuneho muži zaútočili na Tairy z pevniny, kryti kouřem z hořících budov, a jejich útok byl stejně nečekaný jako v Ičinotani. V boji se pokračovalo i na člunech. Právě u Jašimy přitom došlo k později tradované události - Jošicune tady upustil do vody svůj luk a zoufale se ho snažil vylovit dříve, než si Tairové všimnou jeho slabé fyzické konstituce. Jošicuneho vojenské umění však jeho tělesné nedostatky zdaleka předčilo a Minamotové pod jeho velením zvítězili. Tairům se nicméně opět podařilo uprchnout po moři.